# Chiesa di San Michele Arcangelo (San Michele di Ganzaria)
La chiesa di San Michele Arcangelo si trova a San Michele di Ganzaria, in provincia di Catania ed è consacrata al patrono del paese, San Michele Arcangelo. L'edificio originario risale al XIII secolo, ma è stata restaurato più volte. L'ultimo intervento riguarda la facciata e risale al settembre 2007, su progetto dell'architetto Salvatore Lauria.

## Descrizione

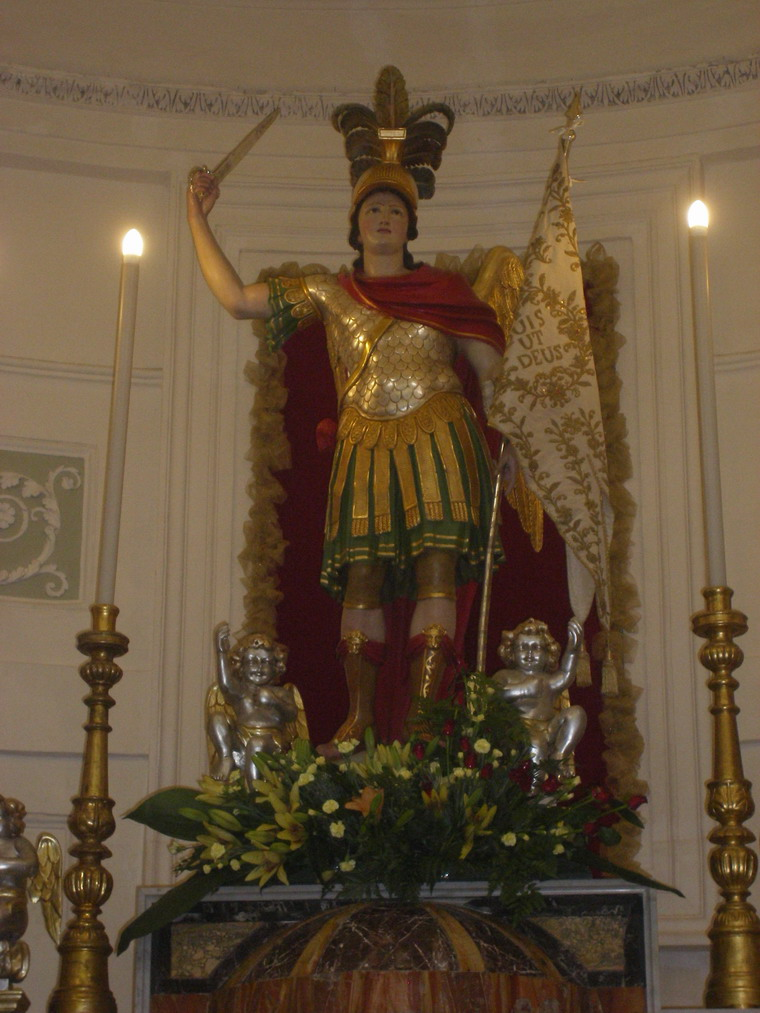
San Michele Arcangelo, si noti la particolare e pressoché unica posizione trionfale del Santo che ha già sconfitto satana ed innalza glorioso la spada al cielo.

Si presenta con una facciata in stile gotico-cistercense, con ai lati due torri campanarie merlate aggiunte solo nel corso del Novecento.
L'interno si presenta suddiviso in tre navate.
Entrando in Chiesa, nella navata destra, si susseguono le cappelle di Sant'Antonio di Padova (statua in gesso dell'inizio del novecento), di San Francesco di Paola, di San Giovanni Bosco e delle anime purganti.

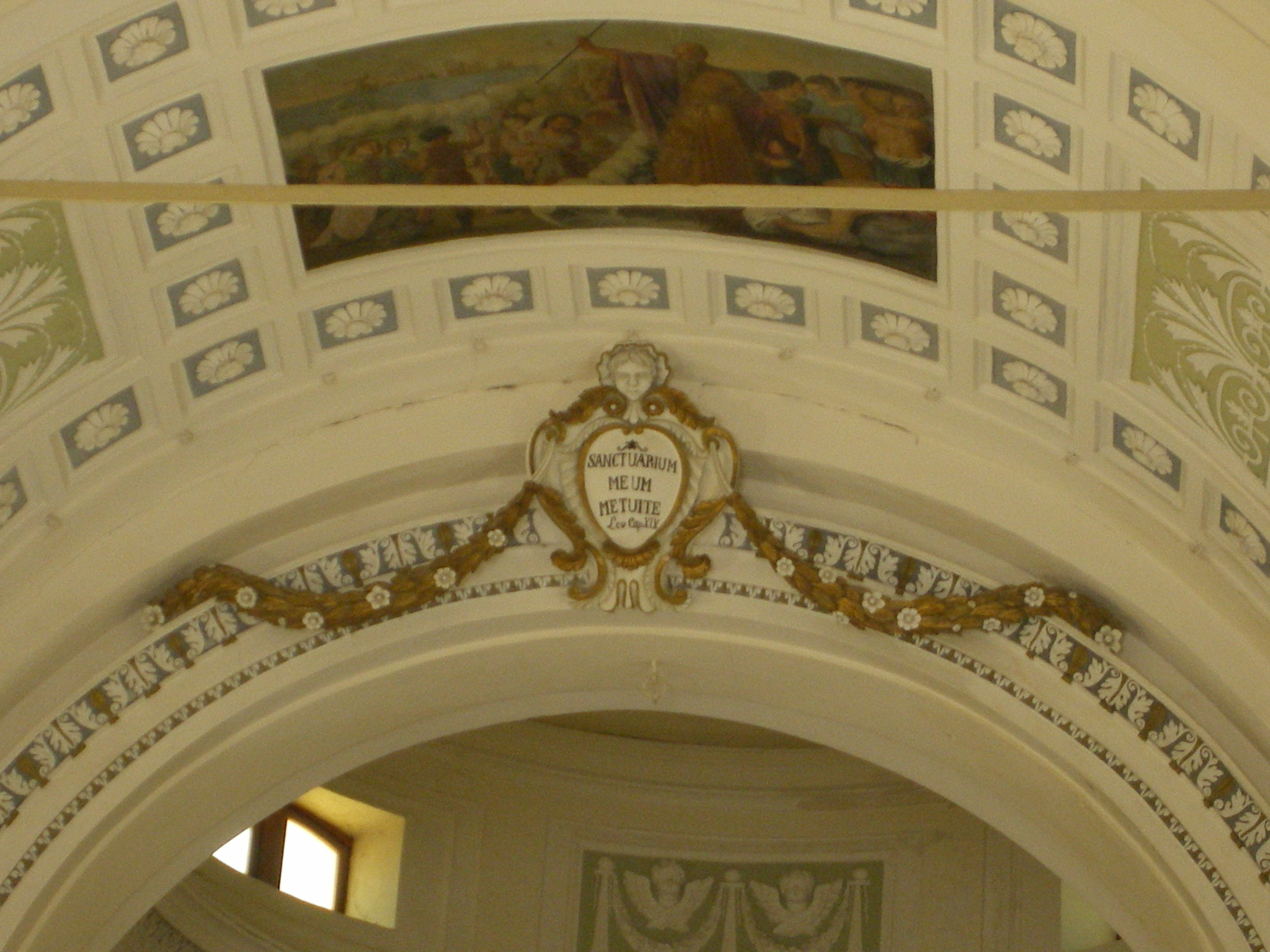
Particolare della sommità della navata centrale con iscrizione SANCTUARIUM MEUM METUITE

Nella navata sinistra, invece, si trovano, nell'ordine: un seicentesco fonte battesimale recentemente restaurato, la cappella di Santa Rita da Cascia, del Cristo alla Colonna e dell'Immacolata Concezione della Vergine Maria di scuola gaginesca.
Nel transetto si fronteggiano le cappelle del Santo titolare, San Michele Arcangelo e del Sacro Cuore di Gesù, entrambe di scuola gaginesca; contrariamente alla comune iconografia, la statua dell'Arcangelo Michele coglie il Santo nel momento successivo l'abbattimento di satana quando, già vittorioso, alza al cielo la spada con la mano destra mentre nella sinistra tiene un prezioso vessillo ove è riportato, in lettere d'oro, il motto: quis ut Deus (chi come Dio).
La Parrocchia di San Michele Arcangelo, conserva due distinte spade: la prima, coeva alla statua e molto preziosa essendo in argento massiccio, ed una seconda donata al Santo alla fine degli anni cinquanta da un gruppo di emigrati placata in oro. La spada argentea viene posta nella mano del Santo durante la novena antecedente la sua festa quando il suo simulacro viene sistemato sull'altare maggiore mentre, durante la processione solenne per le vie del paese, il Santo reca la spada donatagli dagli emigrati.
In Parrocchia si conserva poi un crocifisso ligneo di epoca medievale che la tradizione narra essere stato donato da San Guglielmo in ringraziamento agli abitanti del paese per l'ospitalità ricevutane durante un suo pellegrinaggio.